# Bizarre Ride II the Pharcyde
Az 1992-es Bizarre Ride II the Pharcyde a The Pharcyde debütáló nagylemeze. Az album producere az együttes korábbi tagja, J-Swift volt. A lemezen csak egy vendégszerep hallható, a kevésbé ismert Los Angeles-i rapper Bucwheedé. Az albumot a kritikusok és az alternatív hiphop rajongói is dicsérték, több kiadványban és "legjobb" listán szerepelt.
A nyugati parti hiphop gangsta rap-dominanciája alatt "frissítőként" jellemezték, elsősorban játékos, humoros, dzsesszes hangzása miatt. Több albummal együtt egy új alternatív szcénát alapított a nyugati parton. A kritikai siker ellenére csekély kereskedelmi sikert ért el, a Billboard 200-on a 75. helyig jutott. A második kislemez, a Passing Me By-nak köszönhetően 1996. március 28-án megkapta az arany minősítést. Szerepel az 1001 lemez, amit hallanod kell, mielőtt meghalsz című könyvben.

## Az album dalai
A dalok producere J-Swift, kivéve az Otha Fish-t (L.A. Jay, SlimKid 3).
|     | Cím                             | Szerző(k)                                                                           | Előadók                                           | Hossz |
| --- | ------------------------------- | ----------------------------------------------------------------------------------- | ------------------------------------------------- | ----- |
| 1.  | 4 Better or 4 Worse (Interlude) | J. Martinez                                                                         | instrumentális                                    | 0:36  |
| 2.  | Oh Shit!                        | J. Martinez, T. Hardson, E. Wilcox, D. Stewart                                      | SlimKid 3, Imani, Fatlip                          | 4:29  |
| 3.  | It's Jiggaboo Time (Skit)       | D. Stewart, E. Wilcox, R. Jackson, T. Hardson, R. Robinson, J. Martinez             | skit                                              | 1:26  |
| 4.  | 4 Better or 4 Worse             | T. Hardson, E. Wilcox, D. Stewart, J. Martinez                                      | SlimKid 3, Imani, Fatlip                          | 5:03  |
| 5.  | I'm That Type of Nigga          | D. Stewart, E. Wilcox, R. Jackson, T. Hardson, R. Robinson, J. Martinez             | Fatlip, Imani, Buckwheat, SlimKid 3, Bootie Brown | 5:16  |
| 6.  | If I Were President (Skit)      | D. Stewart, E. Wilcox, T. Hardson, R. Robinson, J. Martinez                         | skit                                              | 1:01  |
| 7.  | Soul Flower (Remix)             | J. Kincaid, S. Bartholomew, A. Levy, R. Robinson, E. Wilcox, T. Hardson, D. Stewart | Bootie Brown, Imani, SlimKid 3, Fatlip            | 4:23  |
| 8.  | On the DL                       | T. Hardson, R. Jackson, E. Wilcox, J. Martinez                                      | SlimKid 3, Buckwheat, Imani                       | 4:27  |
| 9.  | Pack the Pipe (Interlude)       | J. Martinez                                                                         | instrumentális                                    | 0:21  |
| 10. | Officer                         | D. Stewart, R. Robinson, E. Wilcox, T. Hardson, J. Martinez                         | Fatlip, Bootie Brown, Imani, SlimKid 3            | 4:00  |
| 11. | Ya Mama                         | D. Stewart, R. Robinson, E. Wilcox, T. Hardson, J. Martinez                         | Fatlip, Bootie Brown, Imani, SlimKid 3            | 4:20  |
| 12. | Passin' Me By                   | R. Robinson, T. Hardson, E. Wilcox, D. Stewart, J. Martinez                         | Bootie Brown, SlimKid 3, Imani, Fatlip            | 5:03  |
| 13. | Otha Fish                       | T. Hardson, J. Barnes III, R. Robinson                                              | SlimKid 3                                         | 5:21  |
| 14. | Quinton's on the Way (Skit)     | T. Hardson, R. Robinson, D. Stewart, E. Wilcox, Q. Howze, J. Martinez               | skit                                              | 2:09  |
| 15. | Pack the Pipe                   | T. Hardson, R. Robinson, D. Stewart, E. Wilcox, Q. Howze, J. Martinez               | SlimKid 3, Bootie Brown, Fatlip, Imani, Quinton   | 5:03  |
| 16. | Return of the B-Boy             | R. Robinson, E. Wilcox, T. Hardson, D. Stewart, J. Martinez                         | Bootie Brown, Imani, SlimKid 3, Fatlip            | 3:33  |

## Közreműködők
- The Pharcyde – producer, háttérvokál, kreatív vezető
- Fatlip – ének, scratch
- SlimKid 3 – ének, producer
- Imani – ének
- Bootie Brown – ének
- J-Swift – producer, zongora, basszusgitár, rhodes, háttérvokál, scratch
- L.A. Jay – producer
- Buckwheat – vokál
- Quinton – vokál
- Rahsaan – háttérvokál
- Greg Padilla – háttérvokál
- Brandon Padilla – háttérvokál
- Cedra Walton – háttérvokál
- Eric Sarafin – hangmérnök, keverés
- Joe Primeau – keverés
- Al Phillips – kisegítő hangmérnök
- Doug Boehm – kisegítő hangmérnök
- James Mansfield – kisegítő hangmérnök
- Jim Ervin – kisegítő hangmérnök
- JMD – dob
- Michael Ross – executive producer
- Lamarr Algee – A&R
- Leslie Cooney – A&R koordinátor, háttérvokál
- PMP Mgt. – menedzsment
- Paul Stewart – menedzsment
- Street Knowledge – menedzsment
- Slick K2S/ Fuct – művészeti vezető, művészi munka
- Mark Heimback-Nielsen – csomagolás designja
- Block – fényképek

## Fordítás
Ez a szócikk részben vagy egészben a Bizarre Ride II the Pharcyde című angol Wikipédia-szócikk ezen változatának fordításán alapul.  Az eredeti cikk szerkesztőit annak laptörténete sorolja fel. Ez a jelzés csupán a megfogalmazás eredetét és a szerzői jogokat jelzi, nem szolgál a cikkben szereplő információk forrásmegjelöléseként.